# Huernia procumbens
Huernia procumbens là một loài thực vật có hoa trong họ La bố ma. Loài này được (R.A. Dyer) Leach mô tả khoa học đầu tiên năm 1969.